# فرانسوا دامبواز
فرانسوا دامبواز (به فرانسوی: François d'Amboise) نویسنده قرن شانزدهم میلادی اهل فرانسه است.